# Барутен буквар (филм)
Вижте пояснителната страница за други значения на Барутен буквар.
„Барутен буквар“ е български игрален филм (драма) от 1977 година на режисьора Тодор Динов, по сценарий на Тодор Динов и Панайот Жанев. Оператор е Борис Янакиев. Музиката във филма е композирана от Кирил Цибулка.

## Актьорски състав
- з.а. Васил Попилиев -Велико
- Марин Янев – Флоро, грънчарят
- Антон Карастоянов – Щръклето, бъчвар
- Асен Ангелов – Лазар
- Иван Григоров – ковачът циганин Тико
- Филип Трифонов – войничето партзанче
- Светозар Неделчев – капитанът
- Анета Петровска – жената на Лазар

в епизодите:
- Надя Тодорова – жената на Давидко тепавичаря
- Адриана Палюшева – циганката, жената на Тико
- Веско Зехирев
- Георги Миндов
- Бою Боев
- Пламен Дончев – старшията
- Ангел Алексиев
- Кирил Делев

не указани в титрите:
- Петър Слабаков – Велико
- Вельо Горанов – фелдфебелът
- Радко Дишлиев – попоручикът

и др.